# Neuswarts
Neuswarts in der Rhön ist ein Stadtteil von Tann (Rhön) im osthessischen Landkreis Fulda.

## Geographie
Neuswarts liegt zwischen Motzlar im Norden und Meerswinden im Süden, östlich liegt Günthers und westlich Apfelbach.
Siedlungsplätze innerhalb der Gemarkung:
- Meerswinden (Gehöftgruppe)[3]

## Geschichte

### Ortsgeschichte
Urkundlich wurde das Dorf (soweit bekannt) erstmals im Jahr 1348 als „Neu-Swarts“ namentlich erwähnt.
In der 1770–75 erbauten evangelischen Kirche, einem Saalbau mit Ostturm, befindet sich an Ausstattung aus einem Vorgängerbau neben einem Taufstein mit dem Wappen der von der Tann auch eine Kanzel mit bemerkenswerten Intarsien und einem „Gesetz-und-Gnade“-Bildprogramm nach der Rechtfertigungslehre.
Zum 1. August 1972 wurde die bis dahin selbständige Gemeinde Neuswarts im Zuge der Gebietsreform in Hessen kraft Landesgesetz in die Stadt Tann eingemeindet. Für Meerswinden wurde, wie für alle Stadtteil von Tann, ein Ortsbezirk gebildet.

### Verwaltungsgeschichte im Überblick
Die folgende Liste zeigt die Staaten und Verwaltungseinheiten, denen Meerswinden angehört(e):
- vor 1803: Heiliges Römisches Reich, Fränkischer Ritterkreis, Ritterkanton Rhön-Werra, Buchisches Quartier, Herrschaft der Freiherren von der Tann
- 1803–1806: Heiliges Römisches Reich, Königreich Bayern, Herrschaft der Freiherren von der Tann[Anm. 2]
- 1806–1813: Großherzogtum Würzburg, Landgericht Hilders[Anm. 3]
- 1814–1832: Königreich Bayern, Herrschaftsgericht Tann
- 1832–1848: Königreich Bayern, Herrschaftskommissariat Tann
- 1848–1861: Königreich Bayern, Regierung Unterfranken und Aschaffenburg, Landgerichtsbezirk Hilders
- 1862–1866: Königreich Bayern, Regierungsbezirk Unterfranken, Bezirksamt Gersfeld[Anm. 4]
- ab 1867: Norddeutscher Bund, Königreich Preußen,[Anm. 5] Provinz Hessen-Nassau, Regierungsbezirk Kassel, Kreis Gersfeld
- ab 1871: Deutsches Reich,  Königreich Preußen, Provinz Hessen-Nassau, Regierungsbezirk Kassel, Kreis Gersfeld
- ab 1918: Deutsches Reich, Freistaat Preußen, Provinz Hessen-Nassau, Regierungsbezirk Kassel, Kreis Gersfeld
- ab 1932: Deutsches Reich, Freistaat Preußen, Provinz Hessen-Nassau, Regierungsbezirk Kassel, Landkreis Fulda
- ab 1944: Deutsches Reich, Freistaat Preußen, Provinz Kurhessen, Landkreis Fulda
- ab 1945: Deutsches Reich, Amerikanische Besatzungszone, Groß-Hessen, Regierungsbezirk Kassel, Landkreis Fulda
- ab 1946: Deutsches Reich, Amerikanische Besatzungszone, Hessen, Regierungsbezirk Kassel, Landkreis Fulda
- ab 1949: Bundesrepublik Deutschland, Hessen, Regierungsbezirk Kassel, Landkreis Fulda
- ab 1972: Bundesrepublik Deutschland, Hessen, Regierungsbezirk Kassel, Landkreis Fulda, Stadt Tann (Rhön)

## Bevölkerung

### Einwohnerstruktur 2011
Nach den Erhebungen des Zensus 2011 lebten am Stichtag dem 9. Mai 2011 in Neuswarts 231 Einwohner. Darunter waren 3 (1,3 %) Ausländer.
Nach dem Lebensalter waren 39 Einwohner unter 18 Jahren, 81 waren zwischen 18 und 49, 60 zwischen 50 und 64 und 51 Einwohner waren älter.
Die Einwohner lebten in 90 Haushalten. Davon waren 24 Singlehaushalte, 24 Paare ohne Kinder und 33 Paare mit Kindern, sowie 12 Alleinerziehende und keine Wohngemeinschaften. In 21 Haushalten lebten ausschließlich Senioren und in 54 Haushaltungen leben keine Senioren.

### Einwohnerentwicklung
| Neuswarts: Einwohnerzahlen von 1834 bis 2021 | Neuswarts: Einwohnerzahlen von 1834 bis 2021 | Neuswarts: Einwohnerzahlen von 1834 bis 2021 | Neuswarts: Einwohnerzahlen von 1834 bis 2021 | Neuswarts: Einwohnerzahlen von 1834 bis 2021 |
| --- | -------------------------------------------- | -------------------------------------------- | -------------------------------------------- | -------------------------------------------- |
| Jahr |                                              |                                              |                                              | Einwohner                                    |
| 1834 | 1834                                         |                                              | 271                                          | 271                                          |
| 1840 | 1840                                         |                                              | 264                                          | 264                                          |
| 1846 | 1846                                         |                                              | 260                                          | 260                                          |
| 1852 | 1852                                         |                                              | 257                                          | 257                                          |
| 1858 | 1858                                         |                                              | 263                                          | 263                                          |
| 1864 | 1864                                         |                                              | 279                                          | 279                                          |
| 1871 | 1871                                         |                                              | 277                                          | 277                                          |
| 1875 | 1875                                         |                                              | 262                                          | 262                                          |
| 1885 | 1885                                         |                                              | 257                                          | 257                                          |
| 1895 | 1895                                         |                                              | 267                                          | 267                                          |
| 1905 | 1905                                         |                                              | 262                                          | 262                                          |
| 1910 | 1910                                         |                                              | 249                                          | 249                                          |
| 1925 | 1925                                         |                                              | 229                                          | 229                                          |
| 1939 | 1939                                         |                                              | 244                                          | 244                                          |
| 1946 | 1946                                         |                                              | 313                                          | 313                                          |
| 1950 | 1950                                         |                                              | 280                                          | 280                                          |
| 1956 | 1956                                         |                                              | 269                                          | 269                                          |
| 1961 | 1961                                         |                                              | 281                                          | 281                                          |
| 1967 | 1967                                         |                                              | 249                                          | 249                                          |
| 1970 | 1970                                         |                                              | 274                                          | 274                                          |
| 1980 | 1980                                         |                                              | ?                                            | ?                                            |
| 1990 | 1990                                         |                                              | ?                                            | ?                                            |
| 2000 | 2000                                         |                                              | ?                                            | ?                                            |
| 2011 | 2011                                         |                                              | 231                                          | 231                                          |
| 2021 | 2021                                         |                                              | 223                                          | 223                                          |
| Datenquelle: Historisches Gemeindeverzeichnis für Hessen: Die Bevölkerung der Gemeinden 1834 bis 1967. Wiesbaden: Hessisches Statistisches Landesamt, 1968. Weitere Quellen: LAGIS; Stadt Tann (Rhön); Zensus 2011 |                                              |                                              |                                              |                                              |

### Historische Religionszugehörigkeit
| • 1885: | 257 evangelische (= 100 %) Einwohner                              |
| • 1961: | 270 evangelische (= 96,09 %), 11 katholische (= 3,91 %) Einwohner |

## Politik
Für Neuswarts besteht ein Ortsbezirk (Gebiete der ehemaligen Gemeinde Neuswarts) mit Ortsbeirat und Ortsvorsteher nach der Hessischen Gemeindeordnung. Der Ortsbeirat besteht aus fünf Mitgliedern. Bei den Kommunalwahlen in Hessen 2021 betrug die Wahlbeteiligung zum Ortsbeirat 65,41 %. Alle Kandidaten gehörten der Bürgerliste Neuswarts an. Der Ortsbeirat wählte Jannik Happel zum Ortsvorsteher.